# فهرست دهانه‌های برخوردی آمریکای شمالی
فهرست دهانه‌های برخوردی آمریکای شمالی همهٔ دهانه‌های برخوردی پذیرفته شده در فهرست دادگان برخوردهای زمین را در بر می‌گیرد. این دهانه‌ها همگی از برخورد شهاب‌سنگ‌ها یا دنباله‌دارهای بزرگ با زمین پدید آمده‌اند. از آنجایی که بیشتر این دهانه‌ها در گذر زمان دچار فرسایش شده یا در زیر خاک پنهان شده‌اند قطر گزارش شده در اینجا برآورد قطر لبهٔ اصلی بوده و ممکن است با ویژگی‌های جایگاه کنونی دهانه همخوانی نداشته باشد.

## کانادا
| نام             | جایگاه              | قطر (کیلومتر) | سن (میلیون سال) | مختصات                                                |
| --------------- | ------------------- | ------------- | --------------- | ----------------------------------------------------- |
| باو سیتی        | آلبرتا              | ۸             | ۷۰              | ۵۰°۲۵′ شمالی ۱۱۲°۱۶′ غربی / ۵۰٫۴۱۷°شمالی ۱۱۲٫۲۶۷°غربی |
| برنت            | انتاریو             | ۳٫۸           | ۳۹۶ ± ۲۰        | ۴۶°۵′ شمالی ۷۸°۲۹′ غربی / ۴۶٫۰۸۳°شمالی ۷۸٫۴۸۳°غربی    |
| کارسول          | ساسکاچوان           | ۳۹            | ۱۱۵ ± ۱۰        | ۵۸°۲۷′ شمالی ۱۰۹°۳۰′ غربی / ۵۸٫۴۵۰°شمالی ۱۰۹٫۵۰۰°غربی |
| چارلی‌وی         | استان کبک           | ۵۴            | ۳۴۲ ± ۱۵        | ۴۷°۳۲′ شمالی ۷۰°۱۸′ غربی / ۴۷٫۵۳۳°شمالی ۷۰٫۳۰۰°غربی   |
| کارسول          | استان کبک           | ۴             | ۲٫۶             | ۵۰°۰۳′ شمالی ۶۶°۲۳′ غربی / ۵۰٫۰۵۰°شمالی ۶۶٫۳۸۳°غربی   |
| کوتر            | استان کبک           | ۸             | ۴۳۰ ± ۲۵        | ۶۰°۸′ شمالی ۷۵°۲۰′ غربی / ۶۰٫۱۳۳°شمالی ۷۵٫۳۳۳°غربی    |
| دیپ بی          | ساسکاچوان           | ۱۳            | ۹۹ ± ۴          | ۵۶°۲۴′ شمالی ۱۰۲°۵۹′ غربی / ۵۶٫۴۰۰°شمالی ۱۰۲٫۹۸۳°غربی |
| ایگل بیوت       | آلبرتا              | ۱۰            | <۶۵             | ۴۹°۴۲′ شمالی ۱۱۰°۳۰′ غربی / ۴۹٫۷۰۰°شمالی ۱۱۰٫۵۰۰°غربی |
| البو            | ساسکاچوان           | ۸             | ۳۹۵ ± ۲۵        | ۵۰°۵۹′ شمالی ۱۰۶°۴۳′ غربی / ۵۰٫۹۸۳°شمالی ۱۰۶٫۷۱۷°غربی |
| گاو             | ساسکاچوان           | ۴             | <۲۵۰            | ۵۶°۲۷′ شمالی ۱۰۴°۲۹′ غربی / ۵۶٫۴۵۰°شمالی ۱۰۴٫۴۸۳°غربی |
| هاوتون          | جزیره دوون, نوناووت | ۲۳            | ۳۹              | ۷۵°۲۳′ شمالی ۸۹°۴۰′ غربی / ۷۵٫۳۸۳°شمالی ۸۹٫۶۶۷°غربی   |
| هلفرد           | انتاریو             | ۲٫۳۵          | ۵۵۰ ± ۱۰۰       | ۴۴°۲۸′ شمالی ۷۶°۳۸′ غربی / ۴۴٫۴۶۷°شمالی ۷۶٫۶۳۳°غربی   |
| ایله رولو       | استان کبک           | ۴             | <۳۰۰            | ۵۰°۴۱′ شمالی ۷۳°۵۳′ غربی / ۵۰٫۶۸۳°شمالی ۷۳٫۸۸۳°غربی   |
| لا منریه        | استان کبک           | ۸             | ۴۰۰ ± ۵۰        | ۵۷°۲۶′ شمالی ۶۶°۳۷′ غربی / ۵۷٫۴۳۳°شمالی ۶۶٫۶۱۷°غربی   |
| کلیرواتر خاوری  | استان کبک           | ۲۶            | ۲۹۰ ± ۲۰        | ۵۶°۰۴′ شمالی ۷۴°۰۶′ غربی / ۵۶٫۰۶۷°شمالی ۷۴٫۱۰۰°غربی   |
| کلیرواتر باختری | استان کبک           | ۳۶            | ۲۹۰ ± ۲۰        | ۵۶°۱۳′ شمالی ۷۴°۳۰′ غربی / ۵۶٫۲۱۷°شمالی ۷۴٫۵۰۰°غربی   |
| مانیکواگان      | استان کبک           | ۱۰۰           | ۲۱۴ ± ۱         | ۵۱°۲۳′ شمالی ۶۸°۴۲′ غربی / ۵۱٫۳۸۳°شمالی ۶۸٫۷۰۰°غربی   |
| مپل کریک        | ساسکاچوان           | ۶             | <۷۵             | ۴۹°۴۸′ شمالی ۱۰۹°۶′ غربی / ۴۹٫۸۰۰°شمالی ۱۰۹٫۱۰۰°غربی  |
| میستاتین        | لابرادور            | ۲۸            | ۳۶٫۴ ± ۴        | ۵۵°۵۳′ شمالی ۶۳°۱۸′ غربی / ۵۵٫۸۸۳°شمالی ۶۳٫۳۰۰°غربی   |
| مونتانیه        | نوا اسکوشیا         | ۴۵            | ۵۰٫۵۰ ± ۰٫۷۶    | ۴۲°۵۳′ شمالی ۶۴°۱۳′ غربی / ۴۲٫۸۸۳°شمالی ۶۴٫۲۱۷°غربی   |
| نیکلسون         | سرزمین‌های شمال غرب  | ۱۲٫۵          | <۴۰۰            | ۶۲°۴۰′ شمالی ۱۰۲°۴۱′ غربی / ۶۲٫۶۶۷°شمالی ۱۰۲٫۶۸۳°غربی |
| پایلوت          | سرزمین‌های شمال غرب  | ۶             | ۴۴۵ ± ۲         | ۶۰°۱۷′ شمالی ۱۱۱°۰′ غربی / ۶۰٫۲۸۳°شمالی ۱۱۱٫۰۰۰°غربی  |
| پینگوالیت       | استان کبک           | ۳٫۴۴          | ۱٫۴ ± ۰٫۱       | ۶۱°۱۷′ شمالی ۷۳°۴۰′ غربی / ۶۱٫۲۸۳°شمالی ۷۳٫۶۶۷°غربی   |
| پرسکیل          | استان کبک           | ۲۴            | <۵۰۰            | ۴۹°۴۳′ شمالی ۷۴°۴۸′ غربی / ۴۹٫۷۱۷°شمالی ۷۴٫۸۰۰°غربی   |
| پرنس آلبرت      | سرزمین‌های شمال غرب  | ۲۵            | ~۱۳۰-۳۵۰        | ۷۲°۲۸′ شمالی ۱۱۳°۵۶′ غربی / ۷۲٫۴۶۷°شمالی ۱۱۳٫۹۳۳°غربی |
| سن مارتین       | مانیتوبا            | ۴۰            | ۲۲۰ ± ۳۲        | ۵۱°۴۷′ شمالی ۹۸°۳۲′ غربی / ۵۱٫۷۸۳°شمالی ۹۸٫۵۳۳°غربی   |
| جزیره‌های اسلیت  | انتاریو             | ۳۰            | نزدیک به ۴۵۰    | ۴۸°۴۰′ شمالی ۸۷°۰′ غربی / ۴۸٫۶۶۷°شمالی ۸۷٫۰۰۰°غربی    |
| استین ریور      | آلبرتا              | ۲۵            | ۹۱ ± ۷          | ۵۹°۳۰′ شمالی ۱۱۷°۳۸′ غربی / ۵۹٫۵۰۰°شمالی ۱۱۷٫۶۳۳°غربی |
| سادبری          | انتاریو             | ۲۵۰           | ۱۸۵۰ ± ۳        | ۴۶°۳۶′ شمالی ۸۱°۱۱′ غربی / ۴۶٫۶۰۰°شمالی ۸۱٫۱۸۳°غربی   |
| ویوفیلد         | ساسکاچوان           | ۲٫۵           | ۱۹۰ ± ۲۰        | ۴۹°۳۵′ شمالی ۱۰۳°۴′ غربی / ۴۹٫۵۸۳°شمالی ۱۰۳٫۰۶۷°غربی  |
| واناپیتی        | انتاریو             | ۷٫۵           | ۳۷٫۲ ± ۱٫۲      | ۴۶°۴۵′ شمالی ۸۰°۴۵′ غربی / ۴۶٫۷۵۰°شمالی ۸۰٫۷۵۰°غربی   |
| وست هاوک        | مانیتوبا            | ۲٫۴۴          | ۳۵۱ ± ۲۰        | ۴۹°۴۶′ شمالی ۹۵°۱۱′ غربی / ۴۹٫۷۶۷°شمالی ۹۵٫۱۸۳°غربی   |

## مکزیک
| نام     | جایگاه  | قطر (کیلومتر) | سن (میلیون سال)     | مختصات                                              |
| ------- | ------- | ------------- | ------------------- | --------------------------------------------------- |
| چیکشلوب | یوکاتان | ۱۷۰ کیلومتر   | ۶۴٫۹۸ ± ۰٫۰۵ میلیون | ۲۱°۲۰′ شمالی ۸۹°۳۰′ غربی / ۲۱٫۳۳۳°شمالی ۸۹٫۵۰۰°غربی |

## ایالات متحده آمریکا
| نام         | جایگاه                | قطر (کیلومتر) | سن (میلیون سال) | مختصات                                                |
| ----------- | --------------------- | ------------- | --------------- | ----------------------------------------------------- |
| امس         | اکلاهما               | ۱۶            | ۴۷۰ ± ۳۰        | ۳۶°۱۵′ شمالی ۹۸°۱۲′ غربی / ۳۶٫۲۵۰°شمالی ۹۸٫۲۰۰°غربی   |
| اوک         | آلاسکا                | ۱۲            | <۹۵             | ۷۱°۱۵′ شمالی ۱۵۶°۳۰′ غربی / ۷۱٫۲۵۰°شمالی ۱۵۶٫۵۰۰°غربی |
| برینگر      | آریزونا               | ۱٫۱۹          | ۰٫۰۴۹ ± ۰٫۰۰۳   | ۳۵°۲′ شمالی ۱۱۱°۱′ غربی / ۳۵٫۰۳۳°شمالی ۱۱۱٫۰۱۷°غربی   |
| بیورهد      | آیداهو, ایالت مونتانا | ۶۰            | ۶۰۰             | ۴۴°۱۵′ شمالی ۱۱۴°۰′ غربی / ۴۴٫۲۵۰°شمالی ۱۱۴٫۰۰۰°غربی  |
| کالوین      | میشیگان               | ۸٫۵           | ۴۵۰ ± ۱۰        | ۴۱°۵۰′ شمالی ۸۵°۵۷′ غربی / ۴۱٫۸۳۳°شمالی ۸۵٫۹۵۰°غربی   |
| خلیج چساپیک | ویرجینیا              | ۹۰            | ۳۵٫۵ ± ۰٫۳      | ۳۷°۱۷′ شمالی ۷۶°۱′ غربی / ۳۷٫۲۸۳°شمالی ۷۶٫۰۱۷°غربی    |
| کلاود کریک  | وایومینگ              | ۷             | ۱۹۰ ± ۳۰        | ۴۳°۷′ شمالی ۱۰۶°۴۵′ غربی / ۴۳٫۱۱۷°شمالی ۱۰۶٫۷۵۰°غربی  |
| کروکد کریک  | میزوری                | ۷             | ۳۲۰ ± ۸۰        | ۳۷°۵۰′ شمالی ۹۱°۲۳′ غربی / ۳۷٫۸۳۳°شمالی ۹۱٫۳۸۳°غربی   |
| دکاترویل    | میزوری                | ۶             | <۳۰۰            | ۳۷°۵۴′ شمالی ۹۲°۴۳′ غربی / ۳۷٫۹۰۰°شمالی ۹۲٫۷۱۷°غربی   |
| دس پلینز    | ایلی‌نوی               | ۸             | <۲۸۰            | ۴۲°۳′ شمالی ۸۷°۵۲′ غربی / ۴۲٫۰۵۰°شمالی ۸۷٫۸۶۷°غربی    |
| فلین کریک   | تنسی                  | ۳٫۸           | ۳۶۰ ± ۲۰        | ۳۶°۱۷′ شمالی ۸۵°۴۰′ غربی / ۳۶٫۲۸۳°شمالی ۸۵٫۶۶۷°غربی   |
| گلسفرد      | ایلی‌نوی               | ۴             | <۴۳۰            | ۴۰°۳۶′ شمالی ۸۹°۴۷′ غربی / ۴۰٫۶۰۰°شمالی ۸۹٫۷۸۳°غربی   |
| گلاور بلاف  | ویسکانسین             | ۸             | <۵۰۰            | ۴۳°۵۸′ شمالی ۸۹°۳۲′ غربی / ۴۳٫۹۶۷°شمالی ۸۹٫۵۳۳°غربی   |
| هاوی‌لند     | کانزاس                | ۰٫۰۱۵         | <۰٫۰۰۱          | ۳۷°۳۵′ شمالی ۹۹°۱۰′ غربی / ۳۷٫۵۸۳°شمالی ۹۹٫۱۶۷°غربی   |
| کنت‌لند      | ایندیانا              | ۱۳            | <۹۷             | ۴۰°۴۵′ شمالی ۸۷°۲۴′ غربی / ۴۰٫۷۵۰°شمالی ۸۷٫۴۰۰°غربی   |
| منسن        | آیووا                 | ۳۵            | ۷۳٫۸ ± ۰٫۳      | ۴۲°۳۵′ شمالی ۹۴°۳۳′ غربی / ۴۲٫۵۸۳°شمالی ۹۴٫۵۵۰°غربی   |
| مارکوئز     | تگزاس                 | ۱۲٫۷          | ۵۸ ± ۲          | ۳۱°۱۷′ شمالی ۹۶°۱۸′ غربی / ۳۱٫۲۸۳°شمالی ۹۶٫۳۰۰°غربی   |
| میدلزبورو   | کنتاکی                | ۶             | <۳۰۰            | ۳۶°۳۷′ شمالی ۸۳°۴۴′ غربی / ۳۶٫۶۱۷°شمالی ۸۳٫۷۳۳°غربی   |
| نیوپورته    | داکوتای شمالی         | ۳٫۲           | <۵۰۰            | ۴۸°۵۸′ شمالی ۱۰۱°۵۸′ غربی / ۴۸٫۹۶۷°شمالی ۱۰۱٫۹۶۷°غربی |
| ادسا        | تگزاس                 | ۰٫۱۶۸         | <۰٫۰۵۰          | ۳۱°۴۵′ شمالی ۱۰۲°۲۹′ غربی / ۳۱٫۷۵۰°شمالی ۱۰۲٫۴۸۳°غربی |
| رد وینگ     | داکوتای شمالی         | ۹             | ۲۰۰ ± ۲۵        | ۴۷°۳۶′ شمالی ۱۰۳°۳۳′ غربی / ۴۷٫۶۰۰°شمالی ۱۰۳٫۵۵۰°غربی |
| راک الم     | ویسکانسین             | ۶             | <۵۰۵            | ۴۴°۴۳′ شمالی ۹۲°۱۴′ غربی / ۴۴٫۷۱۷°شمالی ۹۲٫۲۳۳°غربی   |
| سانتا فه    | نیومکزیکو             | ۶-۱۳          | <۱۲۰۰           | ۳۵°۴۵′ شمالی ۱۰۵°۵۶′ غربی / ۳۵٫۷۵۰°شمالی ۱۰۵٫۹۳۳°غربی |
| سرپنت موند  | اوهایو                | ۸             | <۳۲۰            | ۳۹°۲′ شمالی ۸۳°۲۴′ غربی / ۳۹٫۰۳۳°شمالی ۸۳٫۴۰۰°غربی    |
| سیرا مادرا  | تگزاس                 | ۱۳            | <۱۰۰            | ۳۰°۳۶′ شمالی ۱۰۲°۵۵′ غربی / ۳۰٫۶۰۰°شمالی ۱۰۲٫۹۱۷°غربی |
| گنبد آفیوال | یوتا                  | ۱۰            | <۱۷۰            | ۳۸°۲۶′ شمالی ۱۰۹°۵۶′ غربی / ۳۸٫۴۳۳°شمالی ۱۰۹٫۹۳۳°غربی |
| ولز کریک    | تنسی                  | ۱۲            | ۲۰۰ ± ۱۰۰       | ۳۶°۲۳′ شمالی ۸۷°۴۰′ غربی / ۳۶٫۳۸۳°شمالی ۸۷٫۶۶۷°غربی   |
| وتومکا      | آلاباما               | ۷٫۶           | ~۸۳             | ۳۲°۳۱′ شمالی ۸۶°۱۰′ غربی / ۳۲٫۵۱۷°شمالی ۸۶٫۱۶۷°غربی   |

## دهانه‌های برخوردی پذیرفته نشده
دهانه‌هایی که در اینجا فهرست شده‌اند گمان می‌رود دهانه‌های برخوردی باشند ولی نشانه‌های یافت شده صددرصد نیستند و به همین دلیل در دادگان برخوردهای زمین پذیرفته نشده‌اند.
| نام                       | جایگاه                        | قطر (کیلومتر) | سن (میلیون سال)     | مختصات                                                                  | گمانه‌زنی        |
| ------------------------- | ----------------------------- | ------------- | ------------------- | ----------------------------------------------------------------------- | --------------- |
| ساختار برخوردی آلامو      | نوادا، ایالات متحده           | ناشناخته      | ۳۶۷ میلیون          |                                                                         | ۰ (پذیرفته شده) |
| دهانه دکورا               | آیووا، ایالات متحده           | ۵٫۶           | ۴۷۰ میلیون          | ۴۳°۱۸′۴۹٫۷۳″ شمالی ۹۱°۴۶′۲۰٫۰۴″ غربی / ۴۳٫۳۱۳۸۱۳۹°شمالی ۹۱٫۷۷۲۲۳۳۳°غربی | ۲ (شاید)        |
| ساختار گاتون              | پاناما                        | ۲٫۷ - ۳٫۰     | ۲۰ میلیون           | ۰۹°۰۶′ شمالی ۷۹°۴۷′ غربی / ۹٫۱۰۰°شمالی ۷۹٫۷۸۳°غربی                      | ۲ (شاید)        |
| پانتاسما                  | نیکاراگوئه                    | ۱۰            | ۱ میلیون            | ۱۳°۲۲′شمالی ۸۵°۵۷′غربی / ۱۳٫۳۷°شمالی ۸۵٫۹۵°غربی                         | ۴               |
| جپتا ناب                  | کنتاکی، ایالات متحده          | ۴٫۳           | ۴۲۵ میلیون          | ۳۸°۱۱′ شمالی ۸۵°۰۷′ غربی / ۳۸٫۱۸۳°شمالی ۸۵٫۱۱۷°غربی                     | ۲ (شاید)        |
| کوهستان پاندر             | نیویورک، ایالات متحده         | ۱۰            | ۳۷۵ میلیون          | ۴۲°۰۳′ شمالی ۷۴°۲۴′ غربی / ۴۲٫۰۵۰°شمالی ۷۴٫۴۰۰°غربی                     | ۲ (شاید)        |
| جزیره اسنوز               | کارولینای جنوبی، ایالات متحده | ۱۱            | ناشناخته            | ۳۳°۴۹′ شمالی ۷۹°۲۲′ غربی / ۳۳٫۸۱۷°شمالی ۷۹٫۳۶۷°غربی                     | ۲ (شاید)        |
| تامز کنیون                | نیوجرسی، ایالات متحده         | ۲۲            | ۳۵ میلیون           | ۳۹°۰۸′ شمالی ۷۲°۵۱′ غربی / ۳۹٫۱۳۳°شمالی ۷۲٫۸۵۰°غربی                     | ۲ (شاید)        |
| ساختار جزیره ویکتوریا     | کالیفرنیا، ایالات متحده       | ۵٫۵           | ۳۷ - ۴۹ میلیون      | ۳۷°۵۳′۲۴″شمالی ۱۲۱°۳۲′۰۵″غربی / ۳۷٫۸۸۹۹۲۵°شمالی ۱۲۱٫۵۳۴۶۷۲°غربی         | ۲ (شاید)        |
| ویوبلیو-اسه‌الا            | میزوری، ایالات متحده          | ۱۵–۲۰         | ۳۲۵٫۰ ± ۱۵٫۰ میلیون | ۳۷°۵۹′ شمالی ۹۳°۳۸′ غربی / ۳۷٫۹۸۳°شمالی ۹۳٫۶۳۳°غربی                     | ۲ (شاید)        |
| ساختار برخوردی براشی کریک | لوئیزیانا، ایالات متحده       | ۲             | ۱۱٬۰۰۰ - ۳۰٬۰۰۰ سال | ۳۰°۴۶′۰۵″شمالی ۹۰°۴۴′۰۶″غربی / ۳۰٫۷۶۸°شمالی ۹۰٫۷۳۵°غربی                 | ۲ (شاید)        |